# Persil

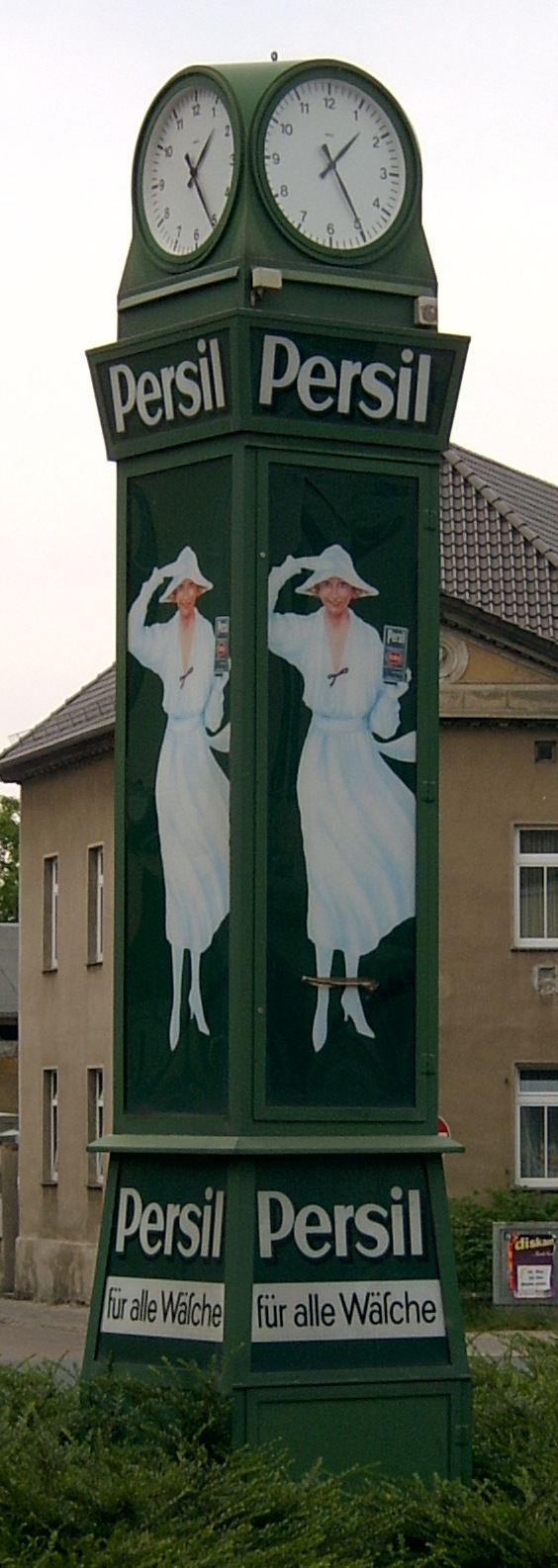
Persil

Persil – nazwa handlowa pierwszego na świecie proszku do prania. Rozpoczęcie jego produkcji oraz zastrzeżenie nazwy przez firmę Henkel miało miejsce w 1907 r. Najważniejszymi składnikami Persilu były nadboran sodu (jako źródło aktywnego tlenu do wybielania) i krzemian sodu. Od początków niemieckich nazw anionów (odpowiednio perborat i silikat) tych związków powstała nazwa produktu.
Do czasu wynalezienia proszku do prania, ubrania prano w mydle rozpuszczonym w wodzie, a do otrzymanej kąpieli dodawano ewentualnie innych substancji pomocniczych.
Marka ta jest liderem w segmencie premium na rynku proszków do prania. W okręgu Henkel CEE produkowany jest m.in. w Raciborzu.

## Persil w kulturze
W książce Edmunda Niziurskiego „Siódme wtajemniczenie” dwie zwalczające się grupy uczniów, „matuski” i „blokerzy”, toczą ze sobą boje o „twierdzę Persil” – ruiny budynku na którego elewacji pozostała przedwojenna reklama tego proszku.